# Ion Brătianu
Ion Brătianu (ur. 2 czerwca 1821, zm. 16 maja 1891) – rumuński polityk, był jedną z głównych postaci rumuńskiej sceny politycznej w XIX wieku. Był młodszym bratem Dimitrie, jak również ojcem premierów Ionela i Vintilă Brătianu oraz Dinu.

## Życiorys

### Wczesne lata
Urodził się w rodzinie bogatych właścicieli ziemskich okręgu Ardżesz w Pitești, leżącym wówczas na terenie księstwa wołoskiego. W 1838 roku trafił do armii, a w 1841 rozpoczął studia w Paryżu. Powracając do ojczyzny, wziął udział (wraz z przyjacielem C.A. Rosettim i z bratem Dimitrie) w rewolucji wołoskiej w 1848 roku. Pełnił potem obowiązki prefekta policji, wchodząc w skład prowizorycznego rządu utworzonego w tym samym roku.
Wkroczenie wojsk imperialnej Rosji i Imperium Osmańskiego zmusiło go do udania się na wygnanie. Udał się do Paryża, gdzie starał się przekonać francuską opinię publiczną do konieczności zjednoczenia Wołoszczyzny i Mołdawii. W 1854 roku jednakże został skazany na grzywnę i trzy miesiące więzienia za podżeganie do obalenia istniejącego ustroju. Później zamknięto go w zakładzie dla obłąkanych. W 1856 roku powrócił na Wołoszczyznę razem ze swoim bratem – w późniejszym czasie jednym z jego największych politycznych adwersarzy.
W 1858 roku wziął ślub z Pią Pleșoianu.

### Za rządów Cuzy i w opozycji

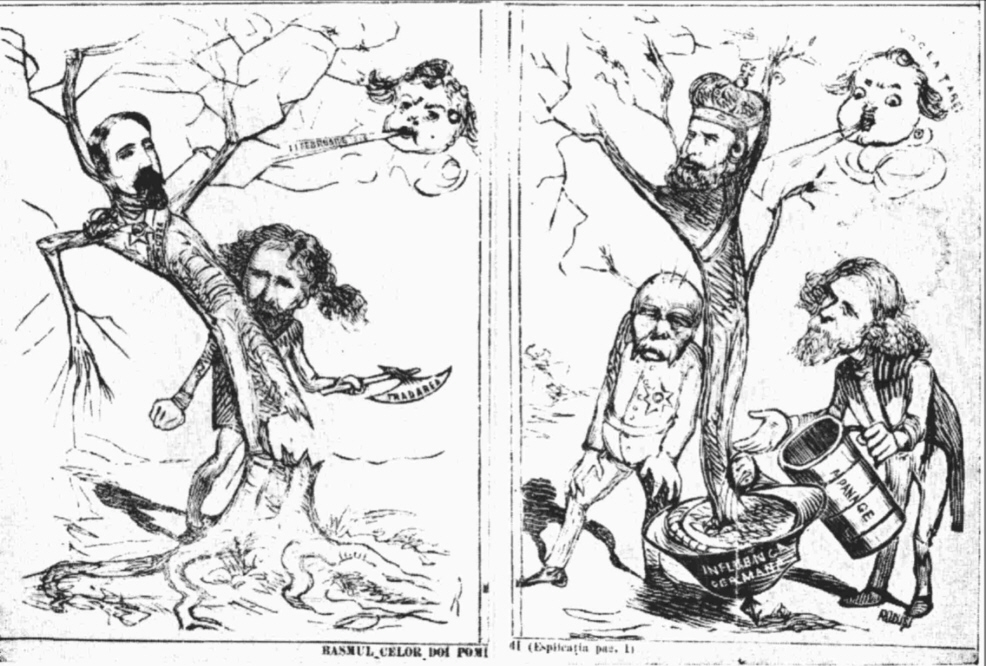
Karykatura antydynastyczna, opublikowana w „Ghimpele” w 1872 r. Lewy obrazek: Aleksander Jan Cuza zdradzony przez Iona Brătianu; prawy obrazek: Karol I

, wspierany przez Ottona von Bismarcka i Brătianu, umacnia niemieckie wpływy i przywileje.
Opowiadał się za zjednoczeniem Mołdawii i Wołoszczyzny, będąc członkiem ugrupowania Partida Națională. W czasie rządów Aleksandra Jana Cuzy (1859–1866), Brătianu był jednym z najbardziej prominentnych liderów liberalnych. Sprzeciw wobec reformy rolnej ze strony księcia (Domnitora) zjednoczyła przeciwko niemu zarówno liberałów, jak i konserwatystów. Sojusz ten zmusił wspierający go rząd aby podał się do dymisji w maju 1864 r. Nowa koalicja dwóch największych ugrupowań, nazywana monstrualną koalicją, opowiedziała się za usunięciem Cuzy z tronu. Brătianu brał w tym udział, jak również w wyborze Karola von Hohenzollern-Sigmaringen na nowego władcę. Za jego panowania w ciągu następnych czterech lat kilka razy był ministrem różnych resortów.
Jednak jego stosunki z księciem stały się powodem kilku kryzysowych sytuacji. Brătianu wskazywał na korzyści, jakie państwu przysporzyłaby zmiana jego ustroju w kierunku republikańskim, podobnego pomysłu bronił Rosetti i jego lewe skrzydło Partii Liberalnej. I tak, kiedy za sprawą liberałów powstała tzw. Republika Ploiești w 1870, Brătianu został aresztowany i oskarżony o zainspirowanie tego wydarzenia. Wkrótce jednak zwolniono go.
W 1871 roku liberałowie organizowali protesty w obronie Francji, pokonanej właśnie w wojnie francusko-pruskiej i przeciwko Cesarstwu Niemieckiemu, konserwatystom i księciu Karolowi (zajmującym proniemieckie pozycje). Z powodu tych wydarzeń władca wezwał Lascăra Catargiu i powierzył mu misję utworzenia nowego, stabilnego i silnego rządu. Ten ruch zmusił liberałów do zmiany raczej luźnej struktury i utworzenia w 1875 roku silnej organizacji partyjnej. Nowa formacja silnie wspierała protekcjonizm gospodarczy i ekonomiczną dyskryminację żydowskich przedsiębiorców. W 1876 roku Brătianu, wspierany przez C.A. Rosettiego, stworzył liberalny gabinet, który utrzymał się u władzy do 1888 roku.

### Rozgłos

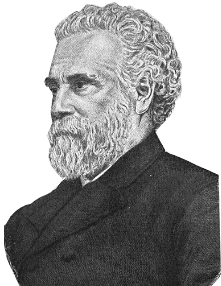
Brătianu w swoich późnych latach.

Rząd Brătianu działał w kierunku całkowitego uniezależnienia państwa od Imperium Osmańskiego. Tymczasem konserwatyści główne zagrożenie dla niepodległości kraju widzieli w Austro-Węgrzech. Z drugiej jednak strony, poprzedni rząd Catargiu podpisał z przedstawicielami monarchii austro-węgierskiej szereg umów handlowych, które gwarantowały im przywileje w Rumunii, w zamian za zrzekniecie się przez nich prawa do sprzeciwu względem rumuńskiej irredentyzmu.
Brătianu pracował także nad zbliżeniem z Rosją, zwłaszcza po wybuchu wojny rosyjsko-tureckiej (lata 1877–1878), której jednym z rozdziałów stała się rumuńska wojna wyzwoleńcza. Gdy kraj w pełni wyzwolił się spod panowania tureckiego, musiał przez pewien czas pozostawać pod okupacją rosyjską. W czasie kongresu berlińskiego Rosja zajęła część Budziaku, będącego częścią Besarabii, ziem będących wcześniej pod władaniem rumuńskim. W zamian za to, w czasie konferencji Rumunom przyznano północną Dobrudżę. W 1881 roku proklamowano powstanie Królestwa Rumunii.
W tym czasie parlament zmusił liberałów do zakończenia prowadzenia dyskryminacyjnej polityki – rząd zgodził się na przyznanie Żydom i dobrudżkim muzułmanom obywatelstwa (z 10-letnim okresem próbnym), ale nadal zakazywał cudzoziemcom i niemającym obywatelstwa rumuńskiego posiadania ziemi na terenie kraju.
Rząd Brătianu wprowadził wiele reform w administracji, edukacji, gospodarce i na polu militarnym. Świętował swój największy sukces w 1883 roku, kiedy liberałom udało się zmienić konstytucję z 1866 roku (zwiększając liczbę wyborców i tworząc trzecie kolegium wyborcze, które zapewniało pewną reprezentację chłopom i robotnikom miejskim). Pierwsze wybory zarządzone według nowych reguł dało im przytłaczające zwycięstwo.
Po 1883 roku Brătianu był partyjnym liderem, wraz z Rosettim rozdając karty wewnątrz ugrupowania przez niemal 40 lat. Jego długie sprawowanie władzy, bez precedensu w historii Rumunii sprawiło, iż stał się on bardzo niepopularny. Rozpoczęto przeciwko niemu m.in. procedurę impeachmentu, jednak zdawano sobie sprawę, iż zarzuty względem Brătianu musiałyby być jednocześnie zarzutami pod adresem króla. Z tego też powodu rozpoczęcie impeachmentu parlament anulował w głosowaniu w lutym 1890 roku.

### Inne zajęcia
Poza sławą uzyskaną w wyniku działalności politycznej w czasie krytycznych lat 1876–1888, przysporzył sobie także rozgłosu jako pisarz. Jego francuskojęzyczne publikacje polityczne to m.in. Mémoire sur l’empire d’Autriche dans la question d’Orient (Relacja z Imperium Austriackiego względem kwestii orientalnej, 1855), Réflexions sur la situation (Refleksje nad sytuacją, 1856), Mémoire sur la situation de la Moldavie depuis le traité de Paris (Relacje na temat sytuacji Mołdawii po traktacie paryskim, 1857), i La Question religieuse en Roumanie (Kwestia religijna w Rumunii, 1866). Wszystkie zostały wydane w Paryżu.